# Lo sceicco bianco
Lo sceicco bianco is een  Italiaanse dramafilm uit 1952 onder regie van Federico Fellini. De film werd destijds in Nederland uitgebracht onder de titel De blanke sjeik.

## Verhaal
Een pas getrouwd stel uit een provinciestad is in Rome op huwelijksreis. Wanda is bezeten door de „blanke sjeik”, de held uit een fotostrip. Ze trekt eropuit om hem te vinden. Haar kleinburgerlijke echtgenoot Ivan is in paniek en wil de verdwijning van zijn vrouw verbergen voor zijn vrome verwanten, die samen met het koppel op audiëntie willen bij de paus.

## Rolverdeling
| Acteur            | Personage              |
| ----------------- | ---------------------- |
| Alberto Sordi     | Fernando Rivoli        |
| Brunella Bovo     | Wanda Giardino Cavalli |
| Leopoldo Trieste  | Ivan Cavalli           |
| Giulietta Masina  | Cabiria                |
| Lilia Landi       | Felga                  |
| Ernesto Almirante | Dokter Fortuna         |
| Fanny Marchiò     | Marilena Alba Vellardi |
| Gina Mascetti     | Aida Rivoli            |
| Jole Silvani      |                        |
| Enzo Maggio       | Furio                  |
| Anna Primula      |                        |
| Mimo Billi        | Man op het strand      |
| Armando Libianchi |                        |
| Ugo Attanasio     | Oom van Ivan           |
| Giulio Moreschi   |                        |